# Rassemblement nazi de 1939 au Madison Square Garden
Le 20 février 1939, un rassemblement nazi, organisé par le Bund germano-américain a lieu au Madison Square Garden. Plus de 20 000 personnes y assistent, dont des membres du Front Chrétien et Fritz Julius Kuhn est l'un des principaux orateurs. La date choisie par le Bund est proche de l'anniversaire de George Washington, ce qui lui permet de présenter l'événement comme un rassemblement pro-« américanisme » ; la scène de l'événement présente un immense portrait de Washington avec des croix gammées de chaque côté.

## Contexte

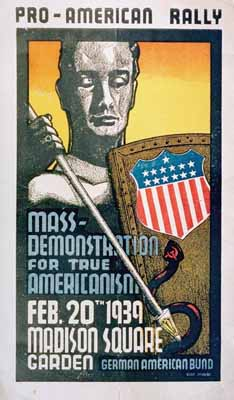
Affiche du rallye

Le Bund germano-américain est une organisation favorable à Hitler aux États-Unis et active dans les années qui précèdent la Seconde Guerre mondiale. Le groupe promeut les idées nazies aux États-Unis, en combinant l’imagerie nazie avec des références patriotiques américaines.

## Le rassemblement
Le rassemblement se produit alors que le nombre de membres du Bund germano-américain régresse. Kuhn espère qu'un événement de grande ampleur et très médiatisé inverserait le déclin du groupe. Le Bund est notoirement impopulaire à New York et des collectifs demandent l'interdiction de l'événement. Le maire Fiorello La Guardia autorise toutefois l'événement à se dérouler, arguant que le spectacle très médiatisé du Bund le discréditerait encore davantage aux yeux du public.
L'événement est fortement théâtralisé dans un style fasciste, avec des membres du Bund en uniforme portant des drapeaux américains et nazis, l'affichage du salut nazi (très proche dans sa gestuelle du salut du drapeau américain en vogue à l'époque, le salut de Bellamy qui a aussi été utilisé lors du défilé dans l'allée du square ), et la lecture de musique martiale et de chansons populaires allemandes.
Kuhn, s'exprimant dans un anglais teinté d’un accent allemand, tourne en ridicule des médias qu'il qualifie de « médias juifs » et, applaudi par le public, réclame des « États-Unis blancs, dirigés par des non-juifs… des syndicats contrôlés par les non-Juifs, libérés de la domination juive sous la direction de Moscou ».
Le Bund cherche à promouvoir la sympathie envers l'Allemagne nazie aux États-Unis, à propager l'antisémitisme et à promouvoir l'idée qu'une Amérique sous le leadership nazi est acceptable. Le rassemblement au Madison Square Garden attire environ 20 000 partisans du Bund. L'événement fait référence à la naissance d'Adolf Hitler, des drapeaux nazis et américains sont affichés côte à côte, et des discours antisémites et anti-communistes ont été prononcés.

## Controverse
Le rassemblement suscite une vive controverse aux États-Unis. Les nazis américains sont confrontés à des contre-manifestations, et l'événement est largement critiqué par les médias et par plusieurs dirigeants politiques.

## Répercussions
Le rassemblement contribue à renforcer le rejet de l'organisation par une grande partie de la population américaine. Peu de temps après, en décembre 1939, Kuhn est arrêté pour émigration illégale et envoyé dans la prison de Sing Sing, et le Bund germano-américain perd de son influence pendant la Seconde Guerre mondiale.
Le Bund germano-américain est démantelé par le gouvernement américain après l'entrée des États-Unis dans la Seconde Guerre mondiale en 1941. L'histoire de ce rassemblement au Madison Square Garden est souvent citée comme un exemple des tensions et des controverses liées aux activités pro-nazies aux États-Unis avant et pendant la guerre.
Au XXIe siècle, la mémoire de l'événement est réactivée, pour inciter les populations à ne pas accepter de compromis avec des régimes dangereux pour l'avenir de la démocratie, ou pour dénoncer les associations néfastes entre mouvements suprémacistes blancs et systèmes de pensée anti-démocratiques,,.